# 索引卡
索引卡（英文：index card）是裁成标准尺寸、用于记录片段化信息的硬纸卡片。北美的标准索引卡尺寸为3*5英寸，亦有4*6英寸、5*8英寸尺寸的索引卡销售。
在互联网发明之前，索引卡用于图书馆的卡片目录之中，用于管理和检索图书馆馆藏。
在个人生活、工作中，索引卡常用于单词记忆、菜谱记录等功能，并搭配索引卡盒使用。